# Accident (película)
Accident es una película de drama y suspenso nigeriana de 2013 producida y dirigida por Teco Benson y protagonizada por Kalu Ikeagwu y Chioma Chukwuka. Ganó el premio a la mejor película nigeriana en los 10th Africa Movie Academy Awards. También obtuvo 3 nominaciones en los Nigeria Entertainment Awards 2014.

## Sinopsis
La historia gira en torno a la vida de una abogada cuyo cliente desea divorciarse por no obtener satisfacción sexual de su pareja. Un evento inesperado entre ellos dejará consecuencias.

## Elenco
- Chioma Chukwuka como Chy
- Kalu Ikeagwu como Don
- Frederick Leonard como Chike
- Wale Macaulay como abogado
- Cassandra Odita como madre de Angela
- Bukky Babalola como Ada
- Eric Anderson
- George Davidson
- Tope Osoba